# Toxorhina (Toxorhina) suttoni
Toxorhina (Toxorhina) suttoni is een tweevleugelige uit de familie steltmuggen (Limoniidae). De soort komt voor in het Australaziatisch gebied.